# Azimutální kartografické zobrazení

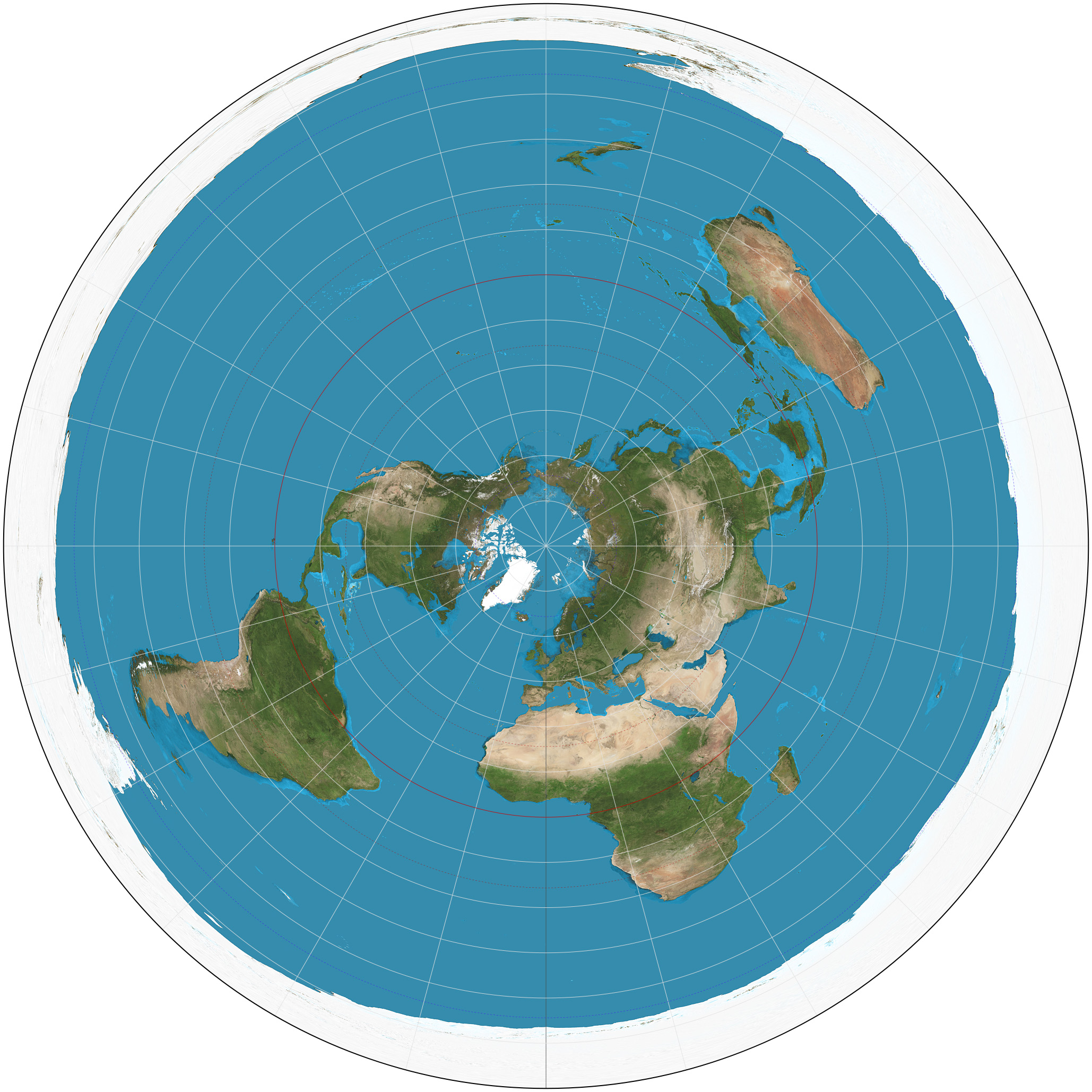
Azimutální ekvidistantní kartografické zobrazení použité pro polární regiony severní polokoule

Azimutální kartografické zobrazení, také označované jako azimutální kartografická projekce nebo azimutální mapové zobrazení, je jedním z typů mapového zobrazení dle použité zobrazovací plochy. Pro převod povrchu referenčního tělesa Země do roviny používá jako zobrazovací plochu rovinu. V kartografii se jednotlivé druhy azimutálního zobrazení využívají zejména při zobrazování polárních regionů, které bývají v jiných typech zobrazení příliš zkreslené.

## Zkreslení
Klíčovým rysem azimutálního zobrazení je zachování azimutálního směru od středového bodu. Ortodroma, nejkratší spojnice dvou míst na referenční ploše, je tak zde vykreslena jako přímka. Míra deformace délek a tvarů narůstá směrem od středu k okrajům. Jediné místo, které není deformované, je střed mapy, kde se zobrazovací plocha dotýká referenčního tělesa.

## Známá azimutální zobrazení

Ortografické zobrazení
Gnómonické zobrazení
Stereografické zobrazení
Lambertovo azimutální zobrazení
Azimutální ekvidistantní zobrazení